# Ronisia ghilianii
Ronisia ghilianii is een vliesvleugelig insect uit de familie van de mierwespen (Mutillidae). De wetenschappelijke naam van de soort is voor het eerst geldig gepubliceerd in 1843 door Maximilian Spinola.
De soort is genoemd naar de Italiaan Victor Ghiliani, die ze in 1842 verzamelde in Spanje.